# Jerry Grossman
Jerry Grossman (* 15. Dezember 1950 in Cambridge (Massachusetts)) ist ein US-amerikanischer Cellist.
Grossman studierte am Curtis Institute of Music Cello bei David Soyer und Kammermusik bei den anderen Mitgliedern des Guarneri String Quartet, Arnold Steinhardt, John Dalley und Michael Tree. Weitere Lehrer waren Harvey Sapiro, Judith Davidoff, Joan Esch und Benjamin Zander. Von 1974 bis 1976 gehörte er dem New York Philharmonic Orchestra an, von 1984 bis 1986 dem Chicago Symphony Orchestra. 1986 wurde er Erster Cellist des Orchesters der Metropolitan Opera.
Er trat als Solist in der Carnegie Hall und bei Tourneen des Met Orchestra unter James Levine durch die USA und Europa auf. Eine Aufnahme von Richard Strauss’ Don Quixote wurde beim Label Deutsche Grammophon aufgenommen. Er trat mit dem Ensemble Speculum Musicae und als Gast mit dem Guarneri, dem Vermeer und dem Emerson String Quartet und ist Gründungsmitglied des Chicago String Quartet und der Chicago Chamber Musicians.